# 上鹿渡和宏
上鹿渡 和宏（かみかど かずひろ、1971年 - ）は、日本の児童精神科医・社会福祉学者。早稲田大学社会的養育研究所所長、早稲田大学人間科学学術院教授。

## 人物・経歴
北海道生まれ。2001年信州大学医学部医学科卒業。佐久総合病院医師、静岡県立こころの医療センター医師等を経て、2011年信州大学医学部衛生学公衆衛生学講座助教。2012年長野大学社会福祉学部准教授。2013年京都府立大学大学院公共政策学研究科福祉社会学専攻博士後期課程修了。博士（福祉社会学）。2015年オックスフォード大学セントアントニーズカレッジアカデミックビジター、オックスフォード大学日産現代日本研究所ビジティングフェロー。2017年長野大学社会福祉学部教授。2019年早稲田大学人間科学学術院教授。2020年早稲田大学社会的養育研究所所長。2023年こども家庭庁こども家庭審議会委員。

## 著作

### 著書
- 『欧州における乳幼児社会的養護の展開 : 研究・実践・施策協働の視座から日本の社会的養護への示唆』福村出版 2016年

### 編書
- 『中途からの養育・支援の実際 : 子どもの行動の理解と対応』（御園生直美と共編）明石書店 2021年

### 訳書
- マイケル・ラター他著『イギリス・ルーマニア養子研究から社会的養護への示唆 : 施設から養子縁組された子どもに関する質問』福村出版9 2012年
- クレア・パレット他著『子どもの問題行動への理解と対応 : 里親のためのフォスタリングチェンジ・ハンドブック』福村出版 2013年
- カレン・バックマン他著『フォスタリングチェンジ : 子どもとの関係を改善し問題行動に対応する里親トレーニングプログラム : ファシリテーターマニュアル』（監訳）福村出版 2017年
- チャールズ・A・ネルソン他著『ルーマニアの遺棄された子どもたちの発達への影響と回復への取り組み : 施設養育児への里親養育による早期介入研究〈BEIP〉からの警鐘』（監訳）福村出版 2018年